# Meragisa euthymia
Meragisa euthymia är en fjärilsart som beskrevs av William Schaus 1928. Meragisa euthymia ingår i släktet Meragisa och familjen tandspinnare. Inga underarter finns listade i Catalogue of Life.